# Vis sens fi

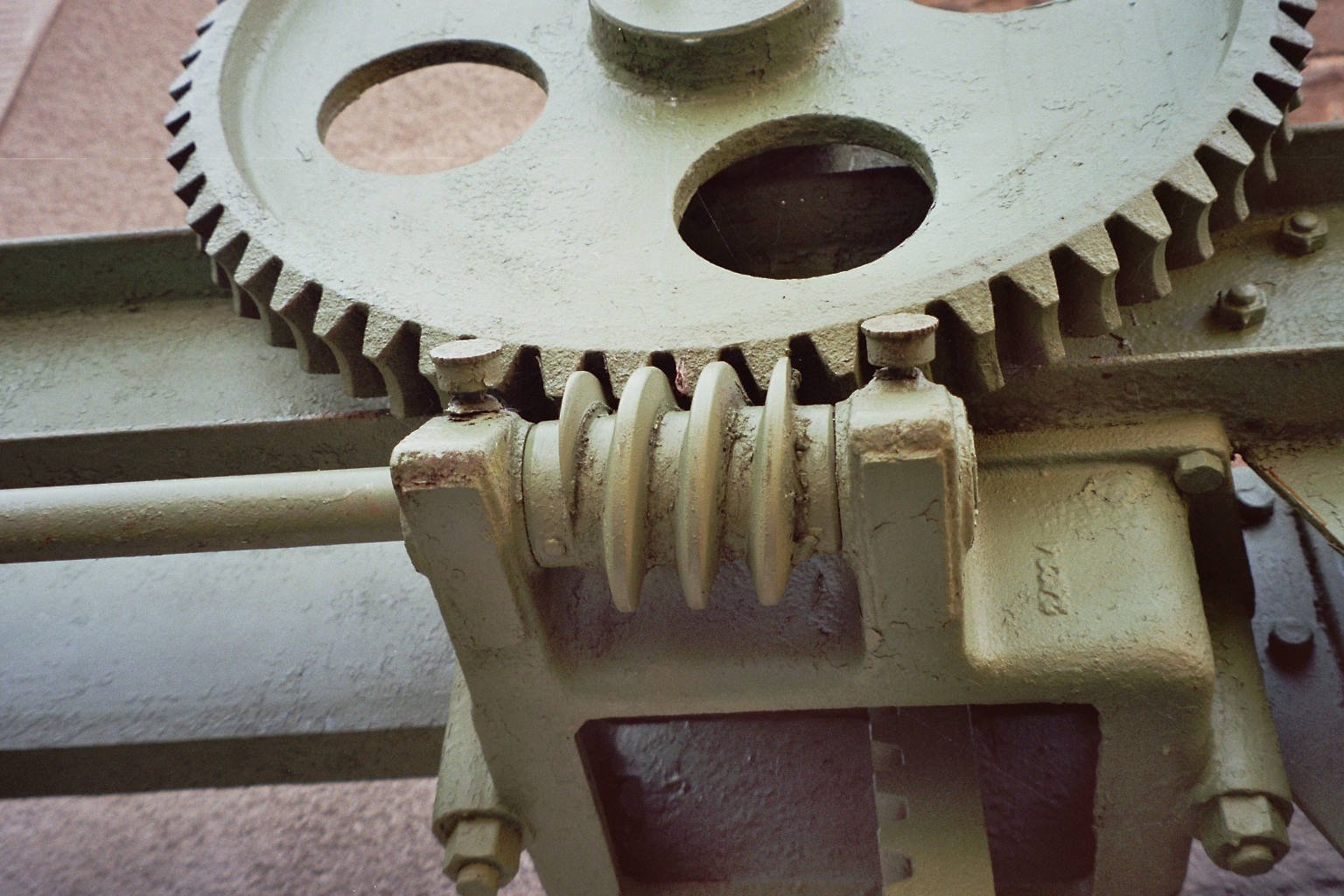
Mecanisme de cargol sense fi

Un vis sens fi és un mecanisme que transmet moviment recte i relatiu entre dos elements fent girar un dins de l'altre. Cada vegada que el cargol fa una volta completa, l'engranatge es desplaça de manera rectilínia una longitud determinada. Idealment és infinit i l'element que es mou al llarg de l'altre ho pot fer tant com vulgui. A la pràctica tenen una certa distància determinada i tan sols es consideren infinits ("sense fi") en alguns casos d'aproximacions a càlculs molt concrets. A la vida real, els vis sense fi inclouen els caragols, els taps de les ampolles de vidre per a conserves i els llevataps de les ampolles de vi, entre d'altres. El sentit de la direcció rectilínia ve donat per la regla de la mà dreta.
El seu interès rau en el fet que és més fàcil (requereix menys força) compensar un fregament perpendicular a la direcció del desplaçament, a la superfície de contacte entre dos elements que es desplacen l'un respecte de l'altre. Per exemple, si hom mira d'extreure amb la mà el tap d'una ampolla de vi, és més fàcil fer-ho fent girar el tap dins de l'ampolla (a part d'empènyer una mica cap enfora) que si ho provem simplement fent força cap enfora.

## Història
No se sap exactament quan es va crear el primer engranatge helicoïdal. El cargol sense fi podria haver estat inventat per Archytas de Terentum, Apol·loni de Perge, o Arquimedes, sent aquest últim l'autor més probable. El cargol sense fi va aparèixer més tard al subcontinent indi, per al seu ús en desmotadores de cotó, durant el Sultanat de Delhi, als segles XIII o XIV. Una imatge, que data de finals del segle XX i principis del XVI, és un dibuix que Leonardo da Vinci va deixar a la biblioteca Codex Ash 361 Mediceo-Laurenziana de Florencia, que mostra un sistema cargol-roda en un sistema cabrestant. No se sap si es va inspirar al cargol d'Arquimedes. Se sap que Albrecht Dürer (* 1471 † 1528), que també es va dedicar als cargols i espirals matemàtics, té un dibuix que mostra un engranatge helicoïdal. En el segle xix, les aplicacions per als sistemes de timó de vaixells es van generalitzar. En els primers dies de la motorització, els engranatges de cadena s'usaven en la tecnologia de vehicles, que van ser reemplaçats a principis del segle xx per engranatges diferencials amb engranatges helicoïdals. Els engranatges helicoïdals segueixen sent comuns al segle xxi. Una aplicació ben coneguda és la mecànica d'afinació als instruments de corda.

## Principis de funcionament

### Relacions mecàniques
Si el caragol és d'un pas simple amb una relació 1:1, cada vegada que aquest faci una volta la roda avançarà d'una dent.
 I = n2/n1 = z1/z2
On:

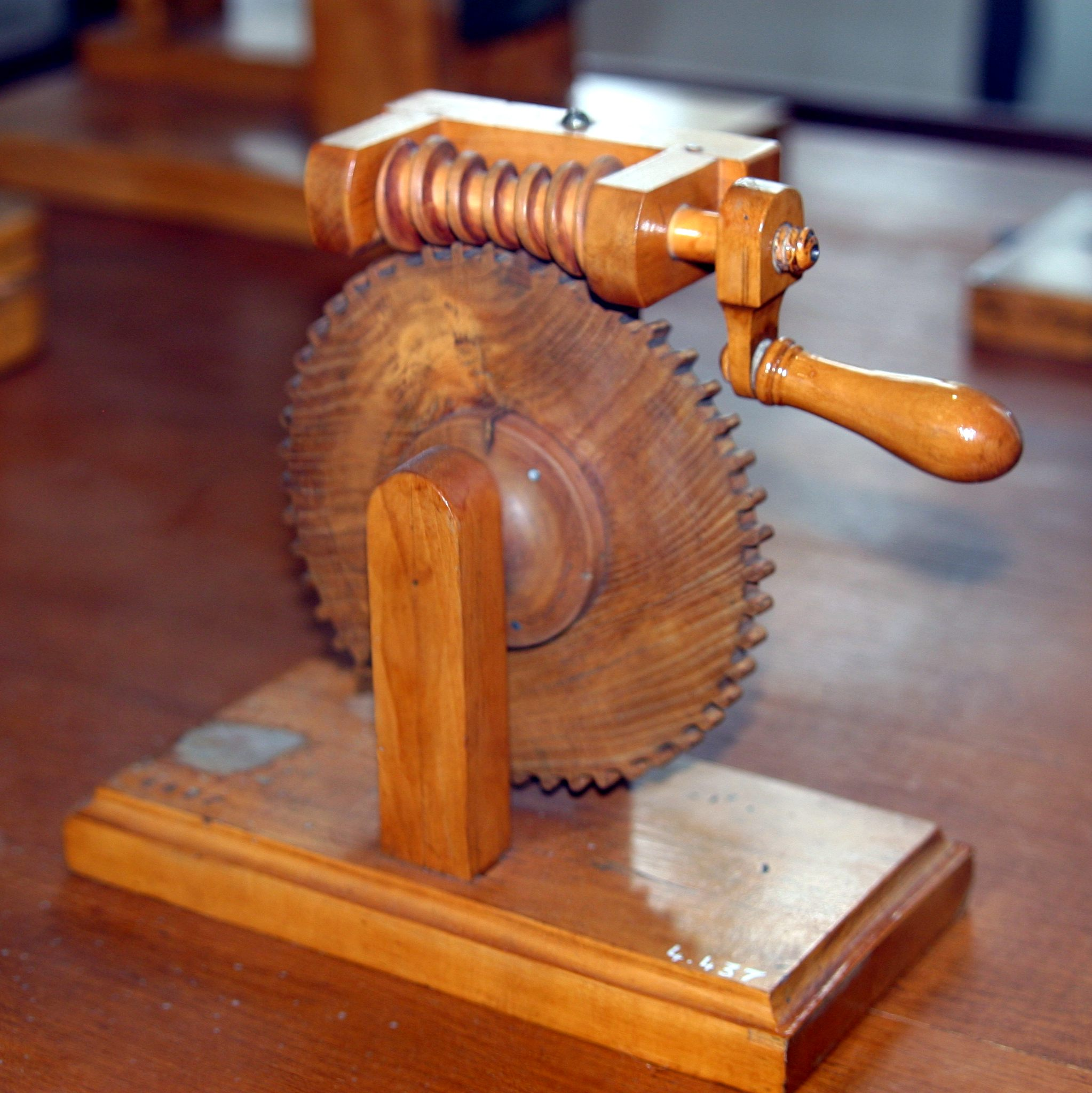
Mecanisme de cargol sense fi.

- i = nombre d'entrades del caragol sense fi.
- Z = nombre de dents de la roda conduïda.
- N = nombre de voltes.

Si i és molt menor que z la velocitat de transmissió serà també menor, pel que actuarà com un reductor de velocitat.

### Característiques
Entre les característiques hi ha:
- Relacions de transmissió altes
- Cost elevat
- Desgast més elevat per culpa del fregament

Exemples: clavilla de guitarra, eixugaparabrisa, diferencial (mecànica).

### Sentit de gir

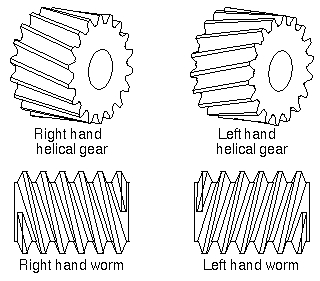
Cargols helicoïdals

Una infinitat dextrogira és aquella en què les espirals del cargol s'inclinen cap al seu costat esquerre quan s'observa amb el seu eix en posició horitzontal, coincidint amb els criteris habituals usats en física i en mecànica. Dos engranatges helicoïdals externs que operin sobre eixos paral·lels han de ser de la mà contrària. En canvi, un cargol helicoïdal i el seu pinyó han de ser de la mateixa mà.
Una infinitat levògira és aquella en què les espirals del cargol s'inclinen cap al costat dret quan s'observa amb el seu eix en posició horitzontal.

## Tipus
El perfil estàndard dels engranatges helicoïdals apareix a la secció axial del caragol sense fi. Les dents de barrina generalment es fabriquen amb eines amb costats plans. En funció de la geometria de les dents del caragol i de l'engranatge, hi ha tres tipus de configuracions del sense fi:

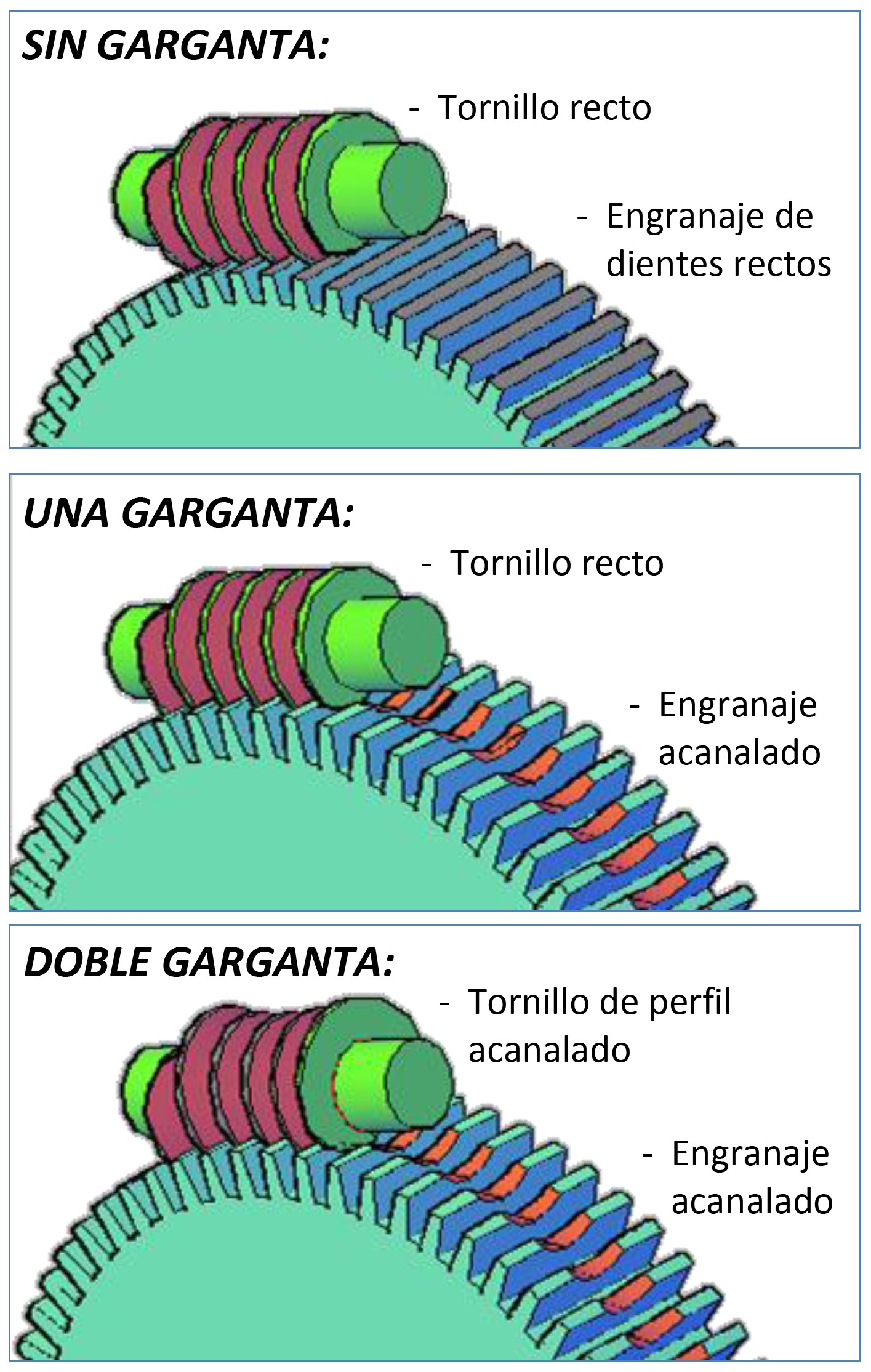
Cargol sense fi. Imatge dels tres tipus

- Sense gola. És el tipus més senzill. En aquest cas, les cares exteriors de les dents coincideixen amb les superfícies inicials en què es mecanitzen: la del cilindre on s'inscriu el caragol, i la de la banda exterior del disc on es talla l'engranatge. És a dir, són superfícies reglades, amb secció recta segons la direcció de les generatrius del cilindre i del disc.[6]
- Amb una gola. En una operació addicional, es talla un solc de perfil circular a la cara exterior de les dents de l'engranatge (semblant a la gola amb què es dissenyen les corrioles per fer encaixar la secció de la corda al perfil del disc). Amb aquesta disposició, les dents de l'engranatge es fan encaixar al diàmetre interior de l'hèlix tallada al caragol, millorant el contacte entre les dues peces.
- De doble gola. Com en el cas anterior, es disposa una gola a les dents de l'engranatge, i a més s'adapta el contorn del caragol al de l'engranatge amb què encaixa, adoptant la característica forma de «rellotge de sorra» (el diàmetre del caragol i la mida de les dents augmenta des del centre fins als extrems), de manera que s'incrementa notablement la superfície de contacte entre les dues peces dentades. Aquest tipus de mecanisme és de fabricació més complexa, tot i que té l'avantatge de poder suportar càrregues mecàniques més altes.[7] Per la seva especial geometria, també s'anomenen «cargols globulars» o envoltants.

En màquines d'alt rendiment s'ha generalitzat l'ús del sense fi de doble gola. Els altres dos tipus es fan servir en la fabricació de dispositius més senzills i de menor cost. Un caragol envoltant (rellotge de sorra) té una o més dents i augmenta de diàmetre des de la part mitjana cap a ambdós extrems.

## Sistema de caragol i pinyó
Associat a un pinyó, en el cas d'un conjunt anomenat roda-caragol, el caragol permet canviar l'eix de rotació: mentre el caragol gira al voltant del seu eix, el pinyó gira al voltant d'un eix diferent, generalment perpendicular al primer.
L'engranatge format és generalment irreversible quan l'angle de l'hèlix és inferior a 5 graus (el caragol pot accionar el pinyó, però no al revés).
A diferència de la majoria dels altres sistemes d'engranatges on l'accionament s'obté rodant d'un perfil de dent a l'altre, l'accionament s'obté per lliscament, cosa que fa que el sistema sigui més silenciós en comparació dels engranatges convencionals, però que es tradueix en característiques de rendiment i desgast particulars:
- rendiment de 0,50 a 0,96 per roda i cargol reversibles ben lubricats,
- eficiència de 0,951 per a roda i cargol (distància entre centres 180 mm; relació de 6,4; velocitat del caragol de 1.500 rpm)
- rendiment de 0,30 a 0,40 per a roda i claveguera irreversible.

Aquesta eficiència depèn de diversos factors com el tipus de lubricació, l'angle d'inclinació de l'hèlix, el material dels elements de roda i cargol, etc. En igualtat de condicions, per a un mateix parell cargol-roda, aquesta eficiència també depèn de la velocitat de rotació: és menor quan la velocitat és zero (transmissió d'un parell pur sense velocitat en arrencar un sistema), i després augmentarà amb la velocitat.

## Aplicacions

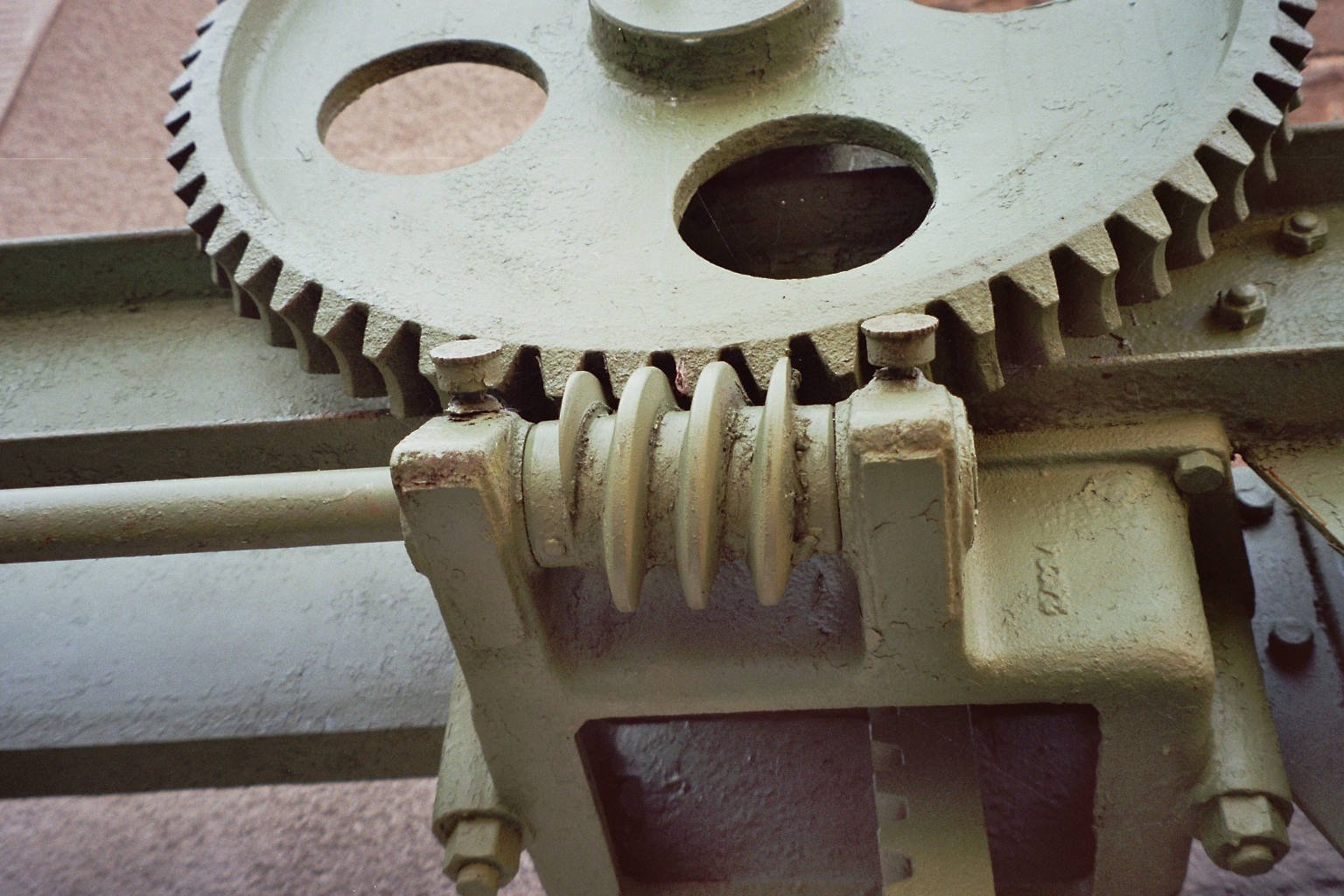
Una infinitat controlant una porta. La posició de la porta queda fixada un cop s'atura el cargol.

Als automòbils de principis del segle xx, abans de la introducció de la direcció assistida, l'efecte d'un pla o una rebentada en una de les rodes davanteres provocava que el mecanisme de direcció es desviés cap al costat del pneumàtic punxat. L'ús d'una infinitat a la columna de direcció redueix aquest efecte. El desenvolupament posterior del sistema de cargol de boles, va permetre reduir encara més els fregaments; millorant tant el control del vehicle com la durabilitat i precisió del mecanisme de direcció.
El sense fi és un mitjà compacte per reduir la velocitat i augmentar el parell de gir especialment en motors elèctrics petits, que generalment són d'alta velocitat i de baix parell. L'addició d'una infinitat augmenta notablement les possibilitats d'aplicació.
Cargols sense fi s'utilitzen en premses, laminadors, cadenes de muntatge, maquinària en indústries d'explotació minera, en timons de vaixell ia serres circulars. A més, en fresadores i màquines eina serveixen per ubicar els estris de tall a la zona de treball amb alta precisió, utilitzant sistemes de doble cargol amb toleràncies estrictes. També s'utilitzen en els mecanismes de control de molts tipus d'ascensors i escales mecàniques, a causa de la seva mida compacta i de la no reversibilitat del moviment.
A l'època dels vaixells de vela, la introducció del sense fi per controlar el timó va ser un avenç significatiu. Fins aleshores, el mecanisme utilitzat consistia en una corda atropellada a un torn. Molts vaixells comptaven amb dues rodes de gran diàmetre, perquè en cas de maror podien necessitar-se fins a quatre tripulants per governar el timó.

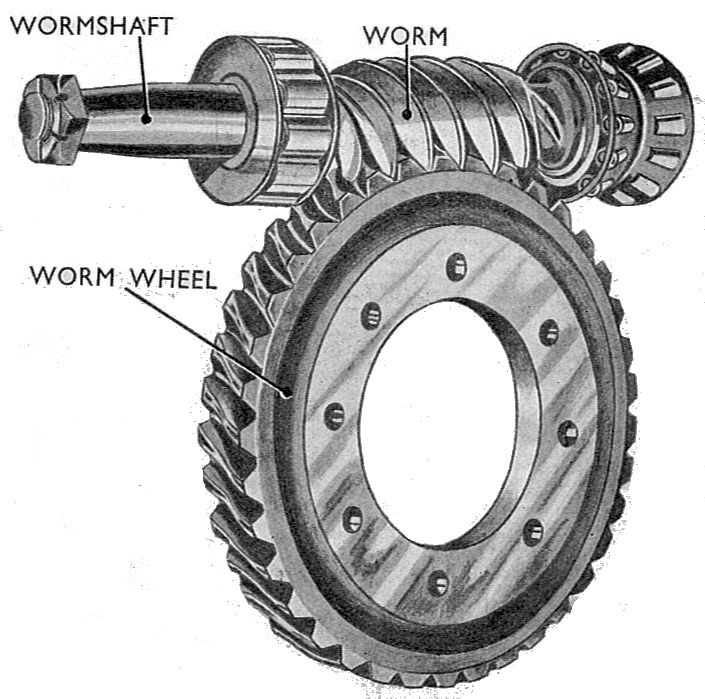
Sense fi de la tracció d'un camió. Dècada de 1930

Sistemes de cargol sense fi s'han utilitzat en alguns automòbils de tracció del darrere anteriors a l'aparició del mecanisme diferencial. Amb posterioritat es va veure que el seu ús té l'avantatge de poder-se ubicar al punt alt o al punt baix de la corona del diferencial. A la dècada de 1910 era comú veure la infinitat col·locada a la part de dalt del diferencial, millorant l'alçada útil sobre el terreny dels camions que s'utilitzaven per circular per camins de terra. En canvi, a la dècada de 1920 la firma Stutz Motor Company utilitzava aquest sistema en els seus cotxes, en aquest cas, per tenir un xassís més baix que els seus competidors, per la qual cosa se situava l'engranatge a la part inferior del diferencial. Un exemple d'al voltant de 1960 va ser el Peugeot 404.
Una infinitat formant part del diferencial evita que el vehicle retrocedeixi en un pendent sense necessitat d'utilitzar el fre. Aquest avantatge, això no obstant, no compensava els problemes lligats als excessius coeficients de reducció de gir resultants.

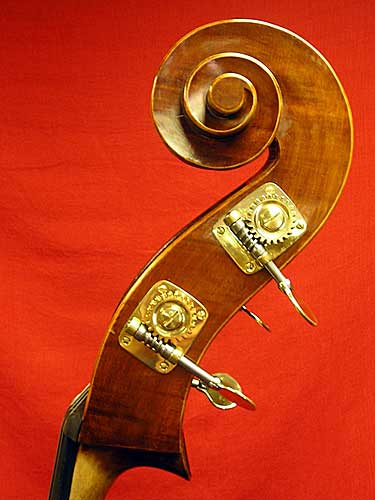
Cargols sense fi al claviller d'un contrabaix

Una excepció recent és el Diferencial Torsen, que utilitza engranatges sense fi i engranatges planetaris en lloc de l'engranatge cònic dels diferencials oberts convencionals. Diferencials Torsen s'utilitzen en el vehicle militar Humvee i en alguns models de Hummer. També els incorporen alguns vehicles de tracció en les quatre rodes, com els Audi Quattro. Alguns camions pesants com els grans dòvers utilitzats en construcció i en mineria, sovint utilitzen una infinitat diferencial per transmetre la potència des del motor a les rodes. No és tan eficient com un engranatge cònic, per això aquests camions solen tenir diferencials voluminosos per allotjar la gran quantitat d'oli necessària per absorbir i dissipar la calor creada.
Així mateix, s'utilitzen com a mecanisme per al tensat de les cordes i el seu afinat en molts instruments musicals, incloent-hi guitarres, contrabaixos, mandolines, buzukis i molts banjos.
Mecanismes sense fi de plàstic sovint s'utilitzen amb motors elèctrics petits, per obtenir una sortida amb moltes menys revolucions que el motor, que funciona millor a una velocitat força alta. Aquest sistema s'utilitza sovint en joguines i altres aparells elèctrics petits.
Les brides per a tubs utilitzen per ajustar la seva mida un cargol sense fi que encaixa en una sèrie de ranures.
De vegades, una infinitat es pot dissenyar per funcionar a la inversa, resultant que l'eix de sortida gira molt més ràpid que el d'entrada. Exemples d'això es poden veure en algunes centrifugadores manuals o en el mecanisme regulador de velocitat de les capses de música.

## Fabricació i materials
Als cargols helicoïdals en primer lloc es tallen les dents i posteriorment s'ajusten a les seves dimensions definitives. La fabricació d'engranatges helicoïdals imposa més exigències al procés de producció en termes de precisió de fabricació i acabat superficial per reduir la fricció per lliscament. Per la mateixa raó, el cargol i la roda helicoïdal estan fets de diferents materials; mentre que el cargol, que està subjecte a un major desgast, està llavors fet d'acer endurit, la roda helicoïdal és sovint més tova i està feta de llautó, bronze o un plàstic autolubricant.
Els engranatges helicoïdals exposats es lubriquen amb greix, amb carcasses tancades també es pot fer servir oli per a la lubricació. Per exemple, per a la lubricació s'utilitzen olis sintètics a base de poliglicol. Amb llautó especial o bronze d'alumini, els olis d'engranatges són fora de discussió, i aquí només es poden lubricar olis minerals. El subministrament d'oli s'ha de basar en el disseny de la carcassa i la dissipació de calor prevista (lubricació per esquitxada/lubricació per circulació).
Atès que els engranatges helicoïdals poden escalfar-se en funcionament continu a causa de la baixa eficiència en relacions altes, una altra tasca del lubricant, com en altres engranatges, és transportar la calor. Si podeu portar-lo fàcilment a la carcassa, que està nervada per a aquest fi, o fins i tot si aquesta és impulsada per un ventilador, el subministrament d'oli pot ser menor.